# Blood Camp
Série Massacre au camp d'été
Massacre au camp d'été 3
(1989) Massacre au camp d'été 4
(2012)
Pour plus de détails, voir Fiche technique et Distribution.
Blood Camp (Return to Sleepaway Camp) est un film d’horreur américain réalisé par Robert Hiltzik  en 2008. Le film est sorti directement en vidéo.
Il s'agit du quatrième film de la série Massacre au camp d'été. C'est une suite directe au premier film de la série, ignorant volontairement les événements des deux suites.
Le camp Arawak, dans lequel se déroule le premier film, a été rouvert et redevient le théâtre des opérations. De nouveaux adolescents y viennent en vacances mais parmi eux, Alan, un garçon obèse, est pris comme souffre-douleur par ses camarades qui lui font subir les pires avanies. Or les adolescents qui persécutent le garçon commencent à se faire assassiner les uns après les autres: Alan serait-il le successeur de l'impitoyable tueuse en série Angela Baker ?

## Synopsis
20 ans après le massacre du camp Arawak perpétré par Angela Baker, la tueuse du premier film, le camp ferma ses portes et Angela est depuis internée dans un asile psychiatrique où son cousin Ricky lui rend visite. Depuis le massacre, Ronnie Angelo, le responsable du camp travaille désormais au camp Manabe en tant qu'associé minoritaire avec Frank, le responsable du camp. Alan, un jeune adolescent obèse est depuis la victime de nombreuses railleries au camp. Il est à la fois la victime mais il provoque en retour.
Un matin, Frank invite l'officier Jerry pour une conférence des dangers de la cigarette. L'officier de police qui a eu un cancer du larynx et qui doit désormais parler avec un appareil qui lui donne une voix de robot fait rire tout le réfectoire en raison de sa voix. Alan qui ne voulait pas manger son déjeuner se fit forcer par son moniteur Randy de manger, mais Ronnie intervint ce qui calma l'altercation. Alan demanda à Ronnie s'il pouvait aller chercher quelque chose à manger qu'il aime dans la cuisine, ce qu'il accepta. Ce dernier tire les tresses d'une fille pour la provoquer mais Bella, une autre fille la ridiculise mais il se venge en lui renversant son assiette sur elle. Dans la cuisine, Alan a une violente altercation avec Mickey, le chef qui était en service ce jour-ci, Alan lança un couteau qui n'atteignit pas Mickey mais Frank et Ronnie arrivèrent. Frank, le responsable gronde Alan qui s'enfuit hors du camp. Il exige que Michael, le frère d'Alan ramène ce dernier au camp. Alan se réfugie dans un coin avec beaucoup de grenouilles, ce dernier considère les grenouilles comme ses "amis". Lorsque son frère le rejoint dans sa cachette, une nouvelle altercation s'enchaîne. Durant l'après-midi, pendant que Mickey faisait à manger, tout à coup le tueur arrive derrière lui et plonge la tête de ce dernier dans la friteuse remplie d'huile bouillante ce qui le tue. Il se débarrasse du corps dans la benne à ordures. Le soir-même, Alan va à la cantine où tous les campeurs se réunissaient tous les soirs. Il discuta avec T.C un gars qui prend plaisir à se moquer d'Alan dans son dos et Karen, une fille pour laquelle Alan a le béguin, Spaz et Chooch. Il discute avec Karen mais Bella arriva et ridiculise ce dernier mais Frank intervint et gronde Alan et dit à Alan de quitter la cantine sans manger, (ne laissant même pas à Alan, le moyen de se défendre en disant que c'était Bella la responsable). Alan quitte la salle mais il alla derrière les rideaux de la scène où Weed et Stan, deux garçons, fument de la drogue. Ces derniers donnent un joint à Alan sans dire à ce dernier que c'est en réalité du fumier, ce qu'Alan répond qu'il déteste le fumier quand il apprend ce qu'il a fumé, (similaire à Biff dans Retour vers le futur). T.C et les autres arrivent, se moquent d'Alan et ils décidèrent de surnommer ce dernier "Sucette" (Blowjob dans la version américaine du film). Pete, une monitrice arrive et essaie de défendre Alan allant même jusqu'à attaquer physiquement les détracteurs d'Alan et Ronnie. Le même soir, Stan, Weed et deux autres filles sont sur le bord de la plage à proximité du cabanon où il y a des bidons d'essence. Stan et les deux autres filles quittent les lieux, laissant Weed seul. Mais le tueur ligote ce dernier et le fait boire de l'essence puis il met un joint dans la bouche de ce dernier avec un autocollant "La drogue, c'est pour les nuls" ce qui le fait exploser comme un feu d'artifice et le tue. Son corps est découvert par la suite, ce que Ronny pense qu'Angela est de retour et compte faire payer toutes les personnes qui cherchent du tort envers Alan et ceux qui sont martyrisés au camp.
Le lendemain, lors des activités, Alan interrompt Karen et ses amis dans leur activité mais Linda, la monitrice de Karen l'obligea à quitter les lieux. Alan demande à Karen de venir à sa cachette secrète mais cette dernière ne voulant pas y aller, il se mit à les déranger tant qu'elle n'aura pas dit oui. Finalement, elle accepta d'y aller mais seulement si elle allait avec Marie, une autre fille du groupe de Karen. Lors de la partie de paintball, Alan est désigné comme "cible" par les autres jeunes du camp. Par la suite, comme convenu, Karen et Marie vont voir Alan à sa cachette secrète, mais ces dernières prirent peur après qu'elles découvrent des grenouilles dépecées et elles s'enfuient. En voyant les grenouilles dépecées, Alan est anéanti puis Michael arriva pour se moquer de lui et dit que c'était lui qui avait fait ça pour que Karen soit dégoûtée d'Alan. Alan courut après Karen et Marie pour s'expliquer, mais T.C et sa bande arrivent et ils humilient une nouvelle fois Alan en lui faisant subir un tire slip et en le faisant tomber dans l'eau avec cruauté. Pete, la même monitrice qui avait défendu  Alan même jusqu'à attaquer physiquement ses tyrans vient l'aider, allant jusqu'à insulter Linda, lorsque cette dernière rit en voyant Pete protéger Alan, un peu comme une mère avec son enfant (de manière insultante) tandis que Linda traite Pete de "psychopathe" quand elle voit qu'elle est toujours là pour aider Alan à chaque fois qu'il a des ennuis. Pendant ce temps, l'officier Jerry va voir Ricky pour s'informer sur Angela. Ricky expliqua qu'il était le seul à rendre visite à sa cousine mais l'agent de police demanda si Angela était bien un homme ce qui rendit Ricky furieux et retourna à son travail.
Le soir venu, Alan rejoint les autres à la cantine mais il est surnommé une énième fois "sucette". Pendant ce temps, Frank se prépara à aller passer une soirée avec sa petite amie mais lorsqu'il parla à son perroquet, Matilda, cette dernière lui dit une phrase insultante que Alan avait l'habitude de dire. Pensant que c'était un coup d'Alan, il le confronta à la cantine. Plus tard en voulant partir, Karen lui dit de la suivre derrière les rideaux de la scène en prétextant qu'elle et d'autres filles jouaient à action ou vérité. Mais lorsqu'il arriva dans la pièce, Alan fut victime d'une embuscade par T.C et sa bande, qui le déshabillèrent laissant ce dernier en sous-vêtements, puis ils ouvrirent les rideaux et il a fut ridiculisé devant tous le campement. Cette fois-là, Pete vient aider Alan allant jusqu'à menacer verbalement tous les campeurs voire à les menacer de mort, pendant que Ronnie demanda qui était derrière ce coup. Alan est emmené par Pete dans un chalet pour qu'il se repose et se calme, mais pendant que Alan dort, Ronnie suspecte Pete d'être Angela et il accuse cette dernière car à chaque fois qu'Alan a des ennuis, Pete arrive toujours pour le protéger mais aussi pour menacer physiquement et verbalement, ceux qui lui font du tort, mais l'agent Jerry arrive et demande à Ronnie de se calmer. Mais T.C et sa bande se mettent à crier "sucette" depuis leurs bungalows, ce qui fait enrager Alan qui s'enfuit par la suite. Pendant que Ronnie continue de chercher Alan, Frank se fait assommer par le tueur qui le ligote à la chaise et place la cage de Matilda autour de la tête de Frank. Puis le tueur fait sortir des rats avant de refermer la cage, rappelant le Supplice du rat, Frank meurt quand les rats dévorent ses yeux puis creuse un tunnel dans sa gorge et ressortent par le ventre de Frank. Pendant ce temps, Karen, Bella et Marie retournent à la cantine chercher une crème glacée, tandis que Karen exprime des remords envers Alan, Bella lui rétorque qu'elle ne devrait pas s'en faire et qu'une bonne glace devrait calmer ses soucis. T.C quant à lui est puni pour tout le reste des vacances mais lorsque ce dernier tente de sortir du chalet pour suivre ses amis pour aller chercher des culottes dans le chalet des filles, Ronnie lui ordonne d'y retourner. Linda et Randy qui sont en couple et aussi complices pour rendre la vie dure à Alan, empruntent une jeep pour aller passer une nuit dans la forêt. Cependant, alors que Linda retourne à la jeep, le tueur attache Randy à l'arbre pendant qu'il fait pipi et enroule le pénis de Randy avec du fil de pêche et il attacha l'autre extrémité du fil à la jeep. Mais Linda prit peur lorsqu'elle vit le tueur s'approcher d'elle, et s'enfuit. En voulant démarrer, les pneus se retrouvent coincés dans une flaque de boue mais elle réussit à enclencher le mode tout-terrain ce qui permet à la jeep de partir à toute vitesse sans savoir qu'elle tue Randy en lui arrachant son pénis attaché à un fil de pêche relié à l'arrière de la jeep. Mais en regardant devant, Linda découvre qu'elle fonce sur un fil barbelé accroché sur la route qui s'enroule autour de son visage et la jeep termine sa course encastrée dans un arbre.
Pendant que T.C s'occupe dans le chalet, sa revue érotique est embrochée par un bout de bâton pointu qui a traversé le plancher du chalet. À ce moment-là, son ami, Spaz arriva mais lorsque T.C essaya de voir à travers le trou, le morceau de bâton lui crève l'œil et en trébuchant, le bâton traversa sa tête le tuant sur le coup sous les yeux horrifiés de son ami, Spaz. Ronnie va voir Frank mais en allumant la lumière de son chalet, il découvre le corps de ce dernier, dévoré par des rats. Pendant ce temps Bella se rend à son chalet mais alors qu'elle lisait allongée sur le lit du bas, elle découvre des clous sur la planche du lit du dessus. Puis le tueur, caché sur une des poutres du plafond du chalet saute sur le lit superposé ce qui tue la jeune adolescente tout en lui offrant le châtiment mérité pour avoir martyrisé à plusieurs reprises Alan et avoir convaincu Frank qu'elle était la victime. Par la suite Karen et Marie vont dans le chalet et découvrent le corps de Bella, elles suspectent Alan d'être derrière les meurtres et Karen pense qu'elle allait être la prochaine victime et elle prend la fuite de peur d'être tuée. Pendant qu'elle s'enfuit, Ronnie appelle le shérif Jerry, mais Ronnie fut surpris de voir Ricky qui disait que le shérif lui avait demandé de venir. Pendant que Karen s'enfuit, elle découvre les corps de Linda et de Randy puis elle tombe nez à nez au tueur et elle s'évanouit. À son réveil, elle découvre horrifiée qu'elle est attachée au cou par un nœud coulant et l'autre extrémité au panier de basket relevable, le tueur monte le panier de basket ce qui la fait pendre peu à peu mais Michael arriva dans le gymnase suivi du Shérif Jerry qui fait descendre le panier. Karen dit que c'était Alan et Michael, armé d'un maillet de croquet, s'empresse de retrouver Alan pour lui faire payer de ses actes, malgré le fait que le shérif insiste qu'Alan est innocent, pour réponse Michael assomme le shérif et lui ordonne que c'est entre lui et Alan. Il trouve ce dernier dans le même endroit, recroquevillé sur le sol en pleurant de ce que les autres lui ont fait subir. Puis Michael se mit à frapper Alan bien que ce dernier niât totalement. Mais le tueur surgit derrière Michael. Quelques minutes plus tard, Ronnie, Ricky, Jenny une des monitrices du camp, trouvent la cachette d'Alan. Ce dernier est grièvement blessé mais encore vivant pointe son doigt vers une direction. Au même moment l'officier se mit à parler en enlevant son costume, il s'agissait d'Angela qui était déguisé en policier. Puis Jenny se met à hurler et à s'enfuir, Ronnie et Ricky découvrent le corps de Michael encore vivant mais sa peau complètement arraché, ce dernier meurt. Puis Angela se mit à rire de façon diabolique en disant que Michael a eu ce qu'il méritait pour avoir dépecé des animaux puis affirme que toutes les personnes qu'elle a tuées ont fait du mal à Alan et n'ont eu que ce qu'elles méritaient.
Une scène post-générique met en scène un flashback qui se déroule trois semaines avant le film et introduit Angela qui s'est échappée de l'institut psychiatrique ayant une fuite d'huile et tuant un policier en lâchant la voiture dans sa tête et pris ses vêtements afin de devenir le nouveau shérif et mettant fin au film.

## Fiche technique
- Titre : Blood Camp
- Titre original : Return to Sleepaway Camp
- Réalisation : Robert Hiltzik
- Scénario : Robert Hiltzik
- Musique : Rodney Whittenberg
- Durée : 86 min
- Genre : horreur / thriller
- Dates de sortie : 
  - États-Unis : 4 novembre 2008 (en DVD)
  - France : 13 septembre 2011 (en DVD)
- interdit aux moins de 12 ans

## Distribution
- Felissa Rose (VF : Pascale Chemin) : Angela Baker / Officier Jenny
- Vincent Pastore : Frank
- Jackie Tohn : Linda
- Erin Broderick (VF : Céline Melloul) : Karen
- Johnathan Tiersten (VF : Julian Chatelet) : Ricky Baker
- Isaac Hayes : Charlie le Chef
- Michael Gibney : Alan
- Michael Werner (VF : Adrien Solis) : Michael
- Paul DeAngelo (VF : Gérard Rouzier) : Ronnie
- Kate Simses : Petey
- Brye Cooper (VF : Constantin Pappas) : Randy
- Christopher Shand (VF : François Créton) : T.C
- Shahidah McIntosh : Bella
- Jamie Radow : Jenny
- Paul Iacono : Pee Pee
- Ashley Carin : Alex
- Samantha Hahn : Marie
- Lauren Toub : Joanie
- Miles Thompson : Eddie
- Stefani Milanese : Tammy
- Mary Elizabeth King : Sue Meyers
- Judy Unger : Ellen
- Jenny Cole : Jess Lanmer
- Lenny Venito : Mickey